# I labyrinten
I labyrinten er en dansk kortfilm fra 2006 med instruktion og manuskript af Mette Perregaard.

## Handling
En rejse gennem drømmenes hvælvede passager..., ind i lysets korridorer..., gennem glemte døre..., mellem skumringens sorte hække..., ned ad nattens vindeltrapper..., til uendelige ørkner...
Et musikalsk billeddigt fra Damaskus, Beirut og Rom.